# Eurovision Song Contest 1960
Eurovision Song Contest 1960, česky také Velká cena Eurovize 1960 (či jen Eurovize 1960), byl 5. ročník soutěže Eurovision Song Contest, který se konal v Londýně ve Spojeném království. Ačkoliv v soutěži v předešlém ročníku zvítězilo Nizozemsko díky zpěvačce Teddy Scholten s písní Een beetje, které by tak podle pravidel mělo tento ročník konat, konání se vzdalo, protože už organizovalo ročník 1958. Ročník 1960 pořádala Evropská vysílací unie (EVU) ve spolupráci s British Broadcasting Corporation (BBC).
Lucembursko se do soutěže vrátilo po roční přestávce, naopak Norsko se toho roku soutěže zúčastnilo poprvé, dohromady se tak soutěže v tom roce účastnilo 13 zemí oproti jedenácti v minulém ročníku.
Vítězem se stala Francie s písní Tom Pillibi v podání zpěvačky Jacqueline Boyerové, kterou složil André Popp a napsal Pierre Cour. Bylo to druhé vítězství Francie v soutěži po vítězství v roce 1958.

## Formát
Každou zemi reprezentoval jeden interpret, na pódiu mohli být maximálně dva lidé. Každá země mohla mít vlastního dirigenta.
O výsledku rozhodovali porotci – za každou zemi rozhodovalo 10 porotců, každý z nich dal jeden bod jedné skladbě. Nikdo z porotců se nemohl hlasování zdržet, ani hlasovat pro svou zemi.
Los, který určil pořadí vystupujících, proběhl 28. března 1960.

## Dirigenti
Každé představení mělo dirigenta, který orchestr řídil. Země buď mohla mít svého vlastního dirigenta, ovšem nemusela. Pokud dirigenta neměla vlastního, orchestru se ujal dirigent hostitelské Velké Británie.
- Spojené království – Eric Robinson
- Švédsko – Thore Ehrling
- Lucembursko – nemělo vlastního, zastoupil Eric Robinson
- Dánsko – Kai Mortensen
- Belgie – Henri Segers
- Norsko – Øivind Bergh
- Rakousko – Robert Stolz
- Monako – Raymond Lefèvre
- Švýcarsko – Cédric Dumont
- Nizozemsko – Dolf van der Linden
- Německo – Franz Josef Breuer
- Itálie – Cinico Angelini
- Francie – Franck Pourcel

## Výsledky
| Pořadí | Země               | Interpret        | Skladba                      | Jazyk         | Umístění | Body |
| ------ | ------------------ | ---------------- | ---------------------------- | ------------- | -------- | ---- |
| 1.     | Spojené království | Bryan Johnson    | „Looking High, High, High“   | angličtina    | 2.       | 25   |
| 2.     | Švédsko            | Siw Malmkvist    | „Alla andra får varann“      | švédština     | 10.      | 4    |
| 3.     | Lucembursko        | Camillo Felgen   | „So laang we's du do bast“   | lucemburština | 13.      | 1    |
| 4.     | Dánsko             | Katy Bødtger     | „Det var en yndig tid“       | dánština      | 10.      | 4    |
| 5.     | Belgie             | Fud Leclerc      | „Mon amour pour toi“         | francouzština | 6.       | 9    |
| 6.     | Norsko             | Nora Brockstedt  | „Voi-voi“                    | norština      | 4.       | 11   |
| 7.     | Rakousko           | Harry Winter     | „Du hast mich so fasziniert“ | němčina       | 7.       | 6    |
| 8.     | Monako             | François Deguelt | „Ce soir-là“                 | francouzština | 3.       | 15   |
| 9.     | Švýcarsko          | Anita Traversi   | „Cielo e terra“              | italština     | 8.       | 5    |
| 10.    | Nizozemsko         | Rudi Carrell     | „Wat een geluk“              | nizozemština  | 12.      | 2    |
| 11.    | Německo            | Wyn Hoop         | „Bonne nuit ma chérie“       | němčina       | 4.       | 11   |
| 12.    | Itálie             | Renato Rascel    | „Romantica“                  | italština     | 8.       | 5    |
| 13.    | Francie            | Jacqueline Boyer | „Tom Pillibi“                | francouzština | 1.       | 32   |

### Detailní výsledky
|      |                    | Celkem | Francie | Itálie | Německo | Nizozemsko | Švýcarsko | Monako | Rakousko | Norsko | Belgie | Dánsko | Lucembursko | Švédsko | Spojené království |
| ---- | ------------------ | ------ | ------- | ------ | ------- | ---------- | --------- | ------ | -------- | ------ | ------ | ------ | ----------- | ------- | ------------------ |
| Země | Spojené království | 25     |         | 2      | 1       | 5          | 4         | 1      | 3        | 2      | 1      |        | 5           | 1       |                    |
| Země | Švédsko            | 4      | 2       | 1      |         | 1          |           |        |          |        |        |        |             |         |                    |
| Země | Lucembursko        | 1      |         | 1      |         |            |           |        |          |        |        |        |             |         |                    |
| Země | Dánsko             | 4      |         |        |         |            |           |        |          | 2      |        |        | 1           |         | 1                  |
| Země | Belgie             | 9      |         | 3      | 1       |            |           |        | 1        |        |        |        |             | 4       |                    |
| Země | Norsko             | 11     | 1       |        |         | 1          | 4         |        | 1        |        | 1      | 2      |             |         | 1                  |
| Země | Rakousko           | 6      |         | 1      |         |            |           |        |          |        | 1      | 2      |             |         | 2                  |
| Země | Monako             | 15     | 3       |        | 7       |            | 1         |        |          |        |        | 2      | 1           |         | 1                  |
| Země | Švýcarsko          | 5      |         | 1      |         |            |           |        | 2        | 1      |        |        | 1           |         |                    |
| Země | Nizozemsko         | 2      |         | 1      |         |            |           |        |          |        | 1      |        |             |         |                    |
| Země | Německo            | 11     | 4       |        |         |            |           | 2      | 2        |        | 2      |        |             | 1       |                    |
| Země | Itálie             | 5      |         |        |         | 1          |           | 2      |          |        | 1      |        | 1           |         |                    |
| Země | Francie            | 32     |         |        | 1       | 2          | 1         | 5      | 1        | 5      | 3      | 4      | 1           | 4       | 5                  |